# Michail Annenkov

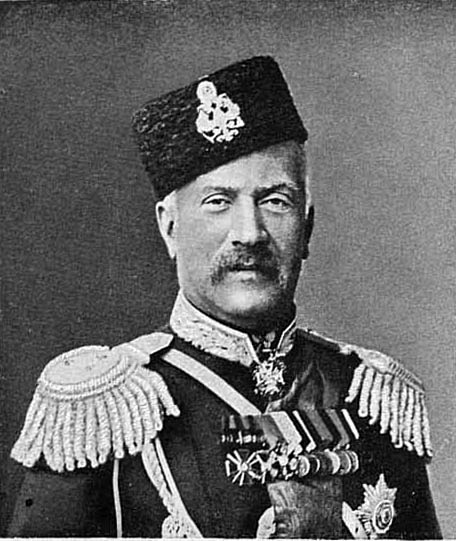
Michail Annenkov

Michail Nikolajevitj Annenkov (ryska: Михаил Николаевич Анненков), född  12 maj (gamla stilen: 30 april) 1835 i Sankt Petersburg, död där 21 januari (gamla stilen: 9 januari) 1899, var en rysk general och järnvägsingenjör.

## Biografi
Annenkov deltog i kriget mot polackerna 1863–64 och var 1870–71 kommenderad till preussiska fältarmén och lämnade över kriget en skildring, som översattes även till svenska ("1870 års krig", 1872). Han ledde under rysk-turkiska kriget 1877–78 trupptransporterna i Donauarméns rygg. År 1880 deltog han i expeditionen mot turkmenerna och stod sedermera i spetsen för byggandet av den transkaspiska järnvägen ända till Tasjkent. Han ledde även anläggningen av järnvägar i västra Ryssland. Under den stora nöden 1891–92 fick Annenkov betydande summor (omkring 14 miljoner rubel) av ryska staten till anordnande av allmänna arbeten (bland annat vägbyggnader); dock har det sagts, att han använde en del av detta belopp för andra ändamål. Han blev general i ryska infanteriet 1892.